# 백제신찬
《백제신찬(百濟新撰)》은 백제의 사서이다. 일본의 가장 오래된 정사(正史)인 《일본서기(일본어: 日本書紀 にほんしょき[*])》에 나와 있는 백제삼서 중의 하나이다. 백제의 왕족이었던 곤지를 시조로 하는 집단의 가전(家傳)일 가능성이 높은 것으로 알려져 있으며, 현전하지 않는다.

## 《백제신찬》의 인용례
《일본서기》안에서 《백제신찬》은 웅략기(雄略紀)와 무열기(武烈紀)를 중심으로 인용되어 있으며, 백제삼서 가운데 가장 인용 분량이 적다.
[二年秋七月, 百濟池津媛違天皇將幸, 婬於石河楯【舊本云 『石河股合首祖楯』】天皇大怒, 詔大伴室屋大連, 使來目部張夫婦四支於木, 置假■上, 以火燒死.【百濟新撰云 『己巳年, 蓋鹵王立. 天皇遣阿禮奴跪來索女郞, 百濟莊飾慕尼夫人女曰適稽女郞, 貢進於天皇.』]
2년(458) 가을 7월, 백제의 지진원(池津媛)은 천황(天皇)이 장차 행차하려 하는데 이를 거역하고 이시카와노 다테(石河楯)【구본(舊本)에는 『이시카와노 코무라노오비토(石河股合首)의 조상 다테(楯)』라 했다.】와 음행하였다. 천황은 크게 노하여, 오토모노 무로야노 오오무라치(大伴室屋大連)에게 조하여, 구메베(來目部)를 시켜 부부의 사지를 나무에 묶고 단 위에 올려 태워 죽였다.【《백제신찬》에서 말하였다. 『기사년에 개로왕(蓋鹵王)이 섰다. 천황은 아례노궤(阿禮奴跪)를 보내어 여자를 구하였다. 백제는 모니부인(慕尼夫人)의 딸을 아름답게 꾸며 적계여랑(適稽女郞)이라 하고 천황에게 바쳤다.』】

[夏四月, 百濟加須利君【盖鹵王也.】飛聞池津媛之所燔殺【適稽女郞也】而籌議曰 "昔貢女人爲釆女, 而旣無禮, 失我國名. 自今以後不合貢女." 乃告其弟軍君【崑攴君也.】曰 "汝宜往日本以事天皇." 軍君對曰 "上君之命不可奉違. 願賜君婦而後奉遺." 加須利君則以孕婦, 旣嫁與軍君曰 "我之孕婦旣當産月. 若於路産, 冀載一船, 隨至何處速令送國." 遂與辭訣奉遣於朝. 六月丙戌朔, 孕婦果如加須利君言, 於筑紫各羅嶋産兒. 仍名此兒曰嶋君. 於是, 軍君卽以一船送嶋君於國. 是爲武寧王. 百濟人呼此嶋曰主嶋也. 秋七月, 軍君入京. 旣而有五子.【百濟新撰云 『辛丑年, 盖鹵王遣弟昆攴君, 向大倭侍天皇. 以脩兄王之好也.』】]
여름 4월, 백제의 가수리군(加須利君)【개로왕이다.】은 지진원【적계여랑을 말한다.】이 화형당했다는 말을 듣고 상의하여 말하였다.
"예부터 여인을 바쳐 채녀(釆女)로 삼았는데, 이제 무례를 범하여 우리 나라의 이름을 실추시켰으니, 앞으로는 여자를 바치지 않을 것이다."
이에 그 아우 군군(軍君)【곤지군(崑攴君)이다.】에게 영하여 말하였다.
"네가 마땅히 일본으로 가서 천황을 섬겨야 할 것이다."
군군이 대답하였다.
"상군(上君)의 명은 받들어 어길 수 없습니다만, 왕의 부인을 주시면 받은 뒤에 떠나겠습니다."
가수리군은 곧 임신한 아내를 군군에게 시집보내고 말하였다.
"내 임신한 아내는 곧 산달이 된다. 가는 길에 애가 태어나면, 배 한 척에 태워서 어디에서든 속히 본국으로 돌려보내다오."
드디어 작별인사를 하고 조정으로 파견되었다. 6월 병술 초하루에 임신한 아내는 과연 가수리군의 말대로 쓰쿠시(筑紫)의 가카라시마(各羅嶋)에서 아이를 낳았다. 이에 그 아이의 이름을 도군(嶋君)이라 하였다. 그리고 군군은 곧 배 한 척에 도군을 태워 나라로 보냈다. 이가 무령왕이 되었다. 백제인은 그 섬을 가리켜 주도(主嶋)라 하였다. 가을 7월에 군군이 입경(入京)하였다. 드디어 다섯 아들을 두었다.【《백제신찬》에서 말하였다.『신축년에 개로왕은 아우 곤지군(昆攴君)을 보내어 대왜(大倭)로 가서 천황을 섬기고 이로써 형왕(兄王)의 우호를 닦도록 하였다.』】

[是歲, 百濟末多王無道, 暴虐百姓. 國人遂除而立嶋王. 是爲武寧王.【百濟新撰云 『末多王無道暴虐百姓. 國人共除, 武寧立. 諱斯麻王. 是混攴王子之子, 則末多王異母兄也. 混攴向倭時, 至筑紫嶋生斯麻王, 自嶋還送. 不至於京産於嶋, 故因名焉.』 今各羅海中有主嶋, 王所産嶋, 故百濟人號爲主嶋. 今案, 嶋王是蓋鹵王之子也. 末多王是混攴王之子也. 此曰異母兄未詳也.】]
이 해에 백제의 말다왕(末多王)이 무도하여 백성들에게 포학하게 굴었다. 국인(國人)이 마침내 제거하고 도왕을 세웠으니 이가 무령왕(武寧王)이 되었다.【《백제신찬》에서 말하였다. 『말다왕이 무도하여 백성에게 포학을 저지르니 국인이 함께 제거하였다. 무령이 섰는데 휘는 사마왕(斯麻王)이며, 곤지 왕자의 아들이라 즉 말다왕의 이모형(異母兄)이다. 곤지가 왜로 향할 때 츠쿠시의 섬에 이르러 사마왕이 태어났고 섬에서 돌려보냈다. 수도에 이르기 전에 섬에서 낳았기로 그렇게 이름을 지었다.』지금 가카라(各羅) 바다 위에 주도가 있는데 왕을 낳은 섬이라 하여 백제인들이 주도라고 불렀다. 지금 상고하면 도왕은 개로왕의 아들이며 말다왕은 곤지왕의 아들이다. 이걸 이모형이라 한 것은 알 수 없다.

《백제기》와 마찬가지로 《일본서기》본문에 대한 보조자료로서만 인용되고 있다.

## 내용 분석
대체로 《백제신찬》의 내용은 개로왕이 적계여랑(지진원)이라는 여자를 왜에 보냈다는 것, 아우 곤지를 왜에 보냈다는 것, 말다왕(동성왕)의 즉위와 시해에서 사마왕(무령왕)의 즉위와 그의 출생담을 기록하고 있다. 왕의 즉위나 교체 사실만을 기록한 왕력(王曆) 비슷한 자료일뿐 아니라 백제와 왜 사이의 외교관계에 대한 기록도 《백제신찬》은 포함하고 있는 것으로 알려져 있다.

### 《일본서기》 본문과의 대응
《일본서기》본문과, 《일본서기》가 인용한 《백제신찬》의 내용은 큰 차이를 보이고 있다. 웅략기 2년조에서 백제의 지진원이 음행을 범한 사실과 이때문에 불태워죽인 사실을 기록하고 있지만, 《백제신찬》의 내용은 백제에서 적계여랑이라는 여자를 왜왕에게 보냈다는 사실만을 기록하고 있는데 이것은 지진원이라는 여성이 누구인가를 밝히기 위해서 《백제신찬》을 인용한 것으로 볼 수 있다. 지진원의 존재는 《일본서기》본문에서 곤지의 도왜(渡倭)를 설명하는 중요한 화소가 되고 있지만, 《백제신찬》에서는 '형왕의 우호를 닦기 위해'라고만 기록하고 있다.

### 사용 용어
사용된 용어를 보면, 《일본서기》본문에서 개로왕과 그 아우 곤지를 각각 가수리군, 군군으로 표기하고 있는 것과는 달리 《백제신찬》은 '개로왕', '곤지군'으로 표기하여 《삼국사기》의 기록과 대략 일치한다. 무령왕(사마왕)에 대해서도 《일본서기》본문은 '도왕'이라고 표기되어 있는 것이 《백제신찬》에서는 '사마왕'으로 되어 있다. 여기서 확인할 수 있는 것은 《일본서기》의 본문을 구성한 사료와 《백제신찬》은 서로 다른 계통을 갖고 있다는 점, 그리고 《일본서기》의 편찬자들은 《백제신찬》을 보조자료로만 활용하고 있다는 점이다. 일본을 가리키는 용어로는 《백제기》에서도 보이는 '대왜(大倭)'라는 말이 보이고 있으며, 마찬가지로 왜왕을 '천황'으로 지칭하고 있다. 한편 《백제기》와 마찬가지로 《백제신찬》역시 '백제'라는 용어를 사용하지 않고 백제가 주체가 된 듯한 기록을 남기고 있다.

## 기년 표기
《백제신찬》의 기년법 용례는 웅략기 2년 7월조와 5년 7월조에서 찾을 수 있다. 기년을 '기사년', '신축년' 같은 간지로만 표기하고 있는데, 《삼국사기》와 달리 왕대별로 기간을 구획하여 어느 왕의 재위 몇 년의 사건이라는 식으로 기록하지 않고 그저 해만 '~~년'이라고 밝히고 '~~월'이라는 달까지는 명기하지 않는 점에서, 월일까지 밝히고 있는 《백제본기》보다는 역시 기년만 밝힌 《백제기》에 가깝다고 할 수 있다. 《백제신찬》과 《삼국사기》를 비교할 때 기년상 맞지 않는 부분이 발견된다.

### 개로왕의 즉위년 문제
《백제신찬》에서는 개로왕이 기사년에 즉위했다고 적고 있지만, 《삼국사기》에 따르면 개로왕의 즉위는 455년에 있었고 기사년은 개로왕의 부왕인 비유왕의 즉위년으로 서기로 429년에 해당한다. 《삼국사기》의 기록과 《백제신찬》의 기록은 서로 맞지 않는다. 때문에 혹자는 《백제신찬》이 백제 때의 원형을 그대로 간직하고 있지 못하고 중간에 개변이 가해졌다고 주장하기도 한다.

### 무령왕의 탄생년도
종래의 무령왕의 출생과 사망에 대해서는 《삼국사기》나 《삼국유사》에도 기록되어 있지 않았지만, 《일본서기》및 《백제신찬》에서는 곤지가 개로왕의 명을 받고 왜국으로 건너간 461년 6월 1일이라는 날짜가 세세하게 기록되어 있다. 하지만 형제가 한 명의 부인을 서로 공유한다는, 유교윤리와는 전혀 부합하지 않는 기괴한 내용 때문에 《일본서기》의 사마왕(무령왕)관련 기록은 채택되지 못하고, 무령왕은 《삼국사기》에서 기록한 것과 같이 태어난 년도를 알지 못한 채 동성왕의 둘째 아들로서 즉위한 것처럼 알려져 왔다. 그러다 1971년 충청북도 공주시에서 무령왕릉이 발굴되면서 무령왕의 사망 당시 나이가 62세였다는 사실이 밝혀졌는데, 무령왕의 사망이 《삼국사기》에 기록된 것과 같은 523년의 일로 이것으로 무령왕의 탄생년도를 추적한 결과 461년이 무령왕의 탄생한 해라는 점과 함께 《일본서기》의 기록과 일치한다는 것을 확인하게 되었다. 이로써 《일본서기》에 인용된 《백제신찬》의 기록이 정확하다는 것이 확증되었으며, 무령왕이 동성왕의 아들이 아니라 실은 이복 형제라는 《백제신찬》의 설이 설득력을 얻게 되었다.

## 같이 보기
- 일본서기
- 백제삼서
- 백제본기
- 백제기